# Школа свінгу
«Школа свінгу» (англ. College Swing) — американська музична кінокомедія режисера Рауля Волша 1938 року.

## Сюжет
Деякі дивацтва далеких предків можуть привести їх нащадків до непередбачуваних вчинків.
1738 року роздратований невіглаством своєї внучки есквайр Алден розпорядився, щоб гроші, передані ним на розвиток місцевого коледжу, залишалися у віданні керуючих установою доти, доки однією з його нащадків по жіночій лінії не вдасться отримати диплом про закінчення даного навчального закладу. Але якщо цього не станеться протягом 200 років, гроші назавжди залишаються в коледжі.
І ось рівно 200 років потому, пішовши на деякі хитрощі, Грейсі Алден виконує умови, поставлені предком, здає фінальний іспит — і стає власником коледжу. Вона готова повністю змінити тут систему освіти і весь викладацький склад. Чи піде це на користь навчальному закладу?
До речі, свінг в цьому коледжі не викладають, але часто співають і танцюють.

## У ролях
- Джордж Бернс — Джордж Джонас
- Грейсі Аллен — Грейсі
- Марта Рей — Мейбл Грейді
- Боб Гоуп — Бад Брейді
- Едвард Еверетт Гортон — Губерт Даш
- Флоренс Джордж — Джина Ошбурн
- Бен Блу — Бен Вольт
- Бетті Грейбл — Бетті
- Джекі Куган — Джекі
- Джон Пейн — Мартін Бейтс
- Сесіл Каннінгем — Дін Сліт
- Роберт Каммінгс — коментатор

## Пісні
- «The Old School Bell»
- «Moments Like This»
- «I Fall in Love with You Every Day»
- «College Swing»
- «How'ja Like to Love Me?»
- «What Did Romeo Say To Juliet?»
- «What a Rumba Does to Romance»
- «You're a Natural»
- «Irish Washerwoman»
- «Please»